# Municipio de Colonia Valdense
El municipio de Colonia Valdense es uno de los municipios del departamento de Colonia, Uruguay. Su sede es la ciudad homónima.

## Ubicación
El municipio se encuentra situado en la zona sureste del departamento de Colonia.

## Características
El municipio de Colonia Valdense fue creado por Decreto departamental N.º 014/2013 del 22 de marzo de 2013, aprobado por la Junta Departamental de Colonia. El municipio fue creado a iniciativa del intendente, de acuerdo a la Ley N.º 18567 y sus posteriores modificativas.

### Territorio
Según el decreto N.º 014/2013 los límites del territorio del municipio se corresponden a los de la circunscripción electoral NDB del departamento de Colonia.

### Localidades
El territorio municipal incluye las siguientes localidades:
- Colonia Valdense (sede)
- Chico Torino
- Los Pinos
- Santa Regina
- Brisas del Plata

## Autoridades
La autoridad del municipio es el concejo municipal, compuesto por el alcalde y cuatro concejales.
Alcaldes según período:
| Nº | Alcalde                 | Partido             | Inicio del mandato      | Fin del mandato         | Observaciones                         | Concejales                                                                        |
| -- | ----------------------- | ------------------- | ----------------------- | ----------------------- | ------------------------------------- | --------------------------------------------------------------------------------- |
| 1  | Anali Felipa Bentancour | Partido Nacional PN | 14 de julio de 2015     | 26 de noviembre de 2020 | Alcaldesa elegida                     | Maria Buffoni (PN) Andrés Malán (PN) Maria Espinosa (PN) Juanita Bertinat (FA)    |
| 2  | Andrés Malán            | Partido Nacional PN | 27 de noviembre de 2020 | 16 de junio de 2024     | Alcalde elegido. Fallece en el cargo. | Carlos García (PN) Antonela Malán (PN) Daniel Quintana (PN) Juanita Bertinat (FA) |
| 3  | Valeria Dalmás          | PN                  | 16 de junio de 2024     | Junio 2025              | Alcaldesa suplente.                   |                                                                                   |